# Notocolossus
Notocolossus („jižní kolos“) byl rod obřího titanosaurního sauropoda z Jižní Ameriky, který patřil k největším dosud vědě známým suchozemským živočichům.

## Objev a popis
Tento obří sauropodní dinosaurus žil v době před asi 86 miliony let, tedy v období pozdní křídy, na území provincie Mendoza v Argentině. Fosilie byly objeveny v sedimentech souvrství Plottier. Představuje tak dalšího z obřích titanosaurů, objevených v tomto jihoamerickém státě. Vědecky ho popsal argentinský paleontolog Bernando González Riga s kolegy koncem roku 2015. Zajímavostí je kromě obří velikosti i zachování kostních elementů "chodidla", což se u takto velkých sauropodů zatím nikdy dříve nepovedlo.

## Rozměry
Notocolossus nebyl tak velký jako Argentinosaurus huinculensis ani Puertasaurus reuili (pocházející rovněž z Argentiny), nebyl ale výrazně menší. Byla objevena ohromná pažní kost o délce 176 cm a jeden obratel, který by v kompletním stavu měřil asi 150 cm na šířku. Z toho odvodili autoři popisné studie délku asi 25 - 28 metrů (možná ale i přes 30 metrů) a hmotnost přibližně 60,4 tuny. Tento dinosaurus tedy vážil asi tolik, co deset dospělých slonů. Jeho blízkým příbuzným byl podobně veliký titanosaur Dreadnoughtus schrani.
V roce 2019 odhadl americký badatel Gregory S. Paul hmotnost tohoto sauropoda v rozmezí 45 až 55 tun (což je zhruba o 20 tun méně než u argentinosaura).